# Students for Fair Admissions v. Harvard
Students for Fair Admissions, Inc. v. President and Fellows of Harvard College (Harvard Corporation) ist ein in den Vereinigten Staaten von großem Medieninteresse begleiteter Rechtsstreit zur Frage, ob die Harvard University durch ihre Zulassungspraktiken aufgrund der Berücksichtigung der ethnischen Zugehörigkeit (Affirmative Action) in unrechtmäßiger Art und Weise asiatischstämmige Bewerber diskriminiert. Der Oberste Gerichtshof hat am 29. Juni 2023 entschieden, dass eine Bevorzugung von Bewerbern aufgrund der ethnischen Zugehörigkeit bei der Zulassung zum Studium sowohl gegen die Verfassung als auch gegen das Rassediskriminierungsverbot im Civil Rights Act of 1964 verstößt.

## Hintergrund
Die Harvard University ist eine private Ivy-League-Universität, an der die Anzahl Bewerbungen zur Studienzulassung die Zahl der angebotenen Studienplätze um ein Vielfaches übersteigt. Nach Angaben des Bezirksgerichts erhielt die Universität für das akademische Jahr 2019 über alle Studiengänge hinweg 35.000 Bewerbungen, erteilte jedoch nur rund 2000 Zulassungen. Das Missverhältnis von vielfach hochqualifizierten Bewerbern und verfügbaren Studienplätzen begründet die Notwendigkeit eines rigorosen Auswahlprozesses mit hohen Anforderungen an die akademischen und außerakademischen Leistungen der Kandidaten. Gleichzeitig strebt die Universität an, dass die zugelassenen Studenten nach Kriterien wie ethnischer Zugehörigkeit, Nationalität und Religion vielfältig und heterogen sind. Eine Unterrepräsentierung bestimmter ethnischer Gruppen, wie etwa schwarzen Amerikanern oder Hispanics, soll vermieden werden.
Trotzdem sind Hispanics und schwarze Amerikaner an der Harvard mit einem Anteil von zusammen etwa 20 % weiterhin verglichen mit einem Anteil von etwa 30 % an der Gesamtbevölkerung der USA unterrepräsentiert. Bewerber mit einem asiatischen Hintergrund sind demgegenüber überrepräsentiert (22 % der Studenten in Harvard, aber nur 6 % in der Gesamtbevölkerung).
Standardisierte Tests, wie der SAT oder GRE, oder das GPA bilden eine wesentliche Grundlage der Zulassungsbedingungen zur Harvard University. Jedoch bewerben sich Jahr für Jahr tausende Kandidaten mit den für diese Tests vorgesehenen Höchstpunktzahlen. Außer diesen Tests zieht die Harvard University daher verschiedene andere akademische und außerakademische Kriterien für die Zulassungsentscheidung heran. Hinzu kommen persönliche Interviews mit Harvard Alumni und Empfehlungsschreiben von Lehrern und anderen Bezugspersonen. Zudem fördert die Harvard University gezielt Bewerbungen von Minderheiten, insbesondere von schwarzen Amerikanern und Hispanics, beispielsweise durch persönliche Interviews und „Suchlisten“, anhand derer potenziell geeignete Kandidaten aus Minderheitenpopulationen gezielt angesprochen werden. Die finale Entscheidung über die Zulassung trifft das Studienbüro anhand von vier Bewertungskategorien: (1) Akademische Leistungen, z. B. Testergebnisse, Schulnoten usw., (2) Freiwillige Zusatzdienste („extracurricular activities“), z. B. Tätigkeit als Klassen- oder Schülersprecher, (3) Sportliche Leistungen, und (4) „persönliche Qualitäten“ des Kandidaten, z. B. Einfühlungsvermögen, Hilfsbereitschaft, charakterliche Integrität, Leistungswille etc. Zudem ist die Vergabe von Aufwertungen (tip) für einkommensschwache Bewerber oder aufgrund der Zugehörigkeit zu bestimmten ethnischen Gruppen vorgesehen.

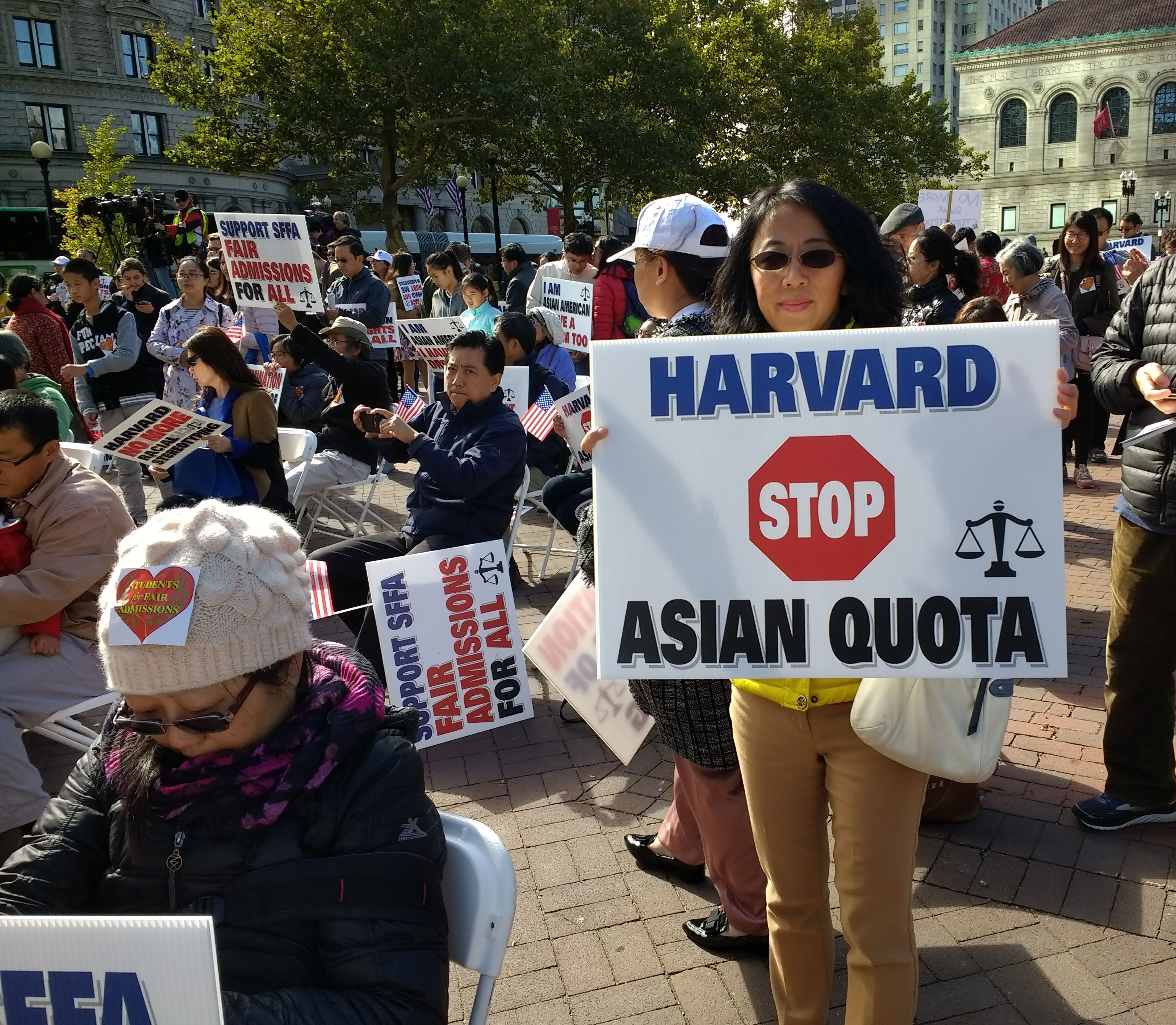
Demonstration zur Unterstützung von Students for Fair Admissions

Analysen der Harvard-Universität sowie seitens von Drittparteien ergaben, dass sich insbesondere in Bezug auf die quantifizierbaren Bewertungskriterien wesentliche Unterschiede zwischen ethnischen Gruppen ergeben. Zugelassene asiatische Studenten haben im Vergleich zu angenommenen Studenten von anderen ethnischen Gruppen im Durchschnitt deutlich höhere SAT- oder GPA-Ergebnisse. Insbesondere schwarze Amerikaner und Hispanics, aber zu einem geringeren Grad auch weiße Kandidaten, wurden deutlich öfter durch „persönliche Qualitäten“ hochgestuft, oder erhielten Aufwertungen für andere eher subjektive Kriterien. Hierbei spielt statistischen Untersuchungen zufolge bei 45 % der zugelassenen schwarzen Amerikaner und Hispanics die ethnische Zugehörigkeit eine wesentliche Rolle bei der Zulassungsentscheidung. Demzufolge wären ein Drittel der zugelassenen Hispanics und die Hälfte der zugelassenen schwarzen Amerikaner ohne Berücksichtigung der ethnischen Zugehörigkeit nicht zum Studium an der Harvard University zugelassen worden. Der Anteil von schwarzen Amerikanern und Hispanics an der Studierendenschaft würde von jeweils etwa 14 % auf 6 % bzw. 9 % sinken. Unterschiede in der Bewertung von Bewerbungen von Studenten unterschiedlicher ethnischer Zugehörigkeit beschränken sich nicht nur auf die Harvard-Universität. Einer Studie der Universität Princeton zufolge benötigen asiatische Bewerber bei ansonsten gleicher Eignung bei acht untersuchten Elite-Universitäten eine um 140 Punkte höhere SAT-Punktzahl als weiße Bewerber, um zum Studium zugelassen zu werden. Gegenüber Hispanics und schwarzen Amerikanern beträgt die Punktdifferenz 270 und 450 Punkte (bei einer Maximalpunktzahl von 1600 möglichen Punkten).
Im Jahr 2018 reichte die von konservativen Politaktivisten gegründete Gruppe Students for Fair Admissions Klage gegen die Harvard-Universität vor dem US Bezirksgericht von Massachusetts ein. Die Zulassungspolitik, so die Kläger, verstieße gegen Nichtdiskriminierungsgesetze wie etwa den Civil Rights Act of 1964 und das Gleichbehandlungsgebot im 14. Verfassungszusatz.

## Urteile
Am 30. September 2019 urteilte die zuständige Richterin Allison D. Burroughs, dass die Zulassungspraktiken der Harvard University nicht gegen geltendes Recht verstoßen. Eine vielfältige und nach ethnischer Herkunft heterogene Studierendenschaft sei für die akademische und persönliche Entwicklung aller Studierenden förderlich. Dadurch kann die präferierte Zulassung von Studenten aus ansonsten unterrepräsentierten Gruppen trotz schlechterer formeller Zulassungsvoraussetzungen, wie z. B. Testergebnissen in standardisierten Tests, gerechtfertigt sein, auch wenn dadurch andere Bewerber aus ansonsten überrepräsentierten Gruppen mit formell besseren Zulassungsvoraussetzungen benachteiligt werden. Insbesondere sei es zulässig, nicht-quantifizierbare Kriterien, wie die Persönlichkeit der Kandidaten zur Entscheidung über die Zulassung heranzuziehen, wobei die Zugehörigkeit zu einer unterrepräsentierten Gruppe als positives Persönlichkeitsmerkmal gelten kann. Zwar könne hierbei der Anschein einer gewissen Willkür nicht vollständig vermieden werden, jedoch fordere die derzeitige Rechtslage keine vollständig fairen und nachvollziehbaren Zulassungsentscheidungen. Die hieraus resultierende augenscheinliche Benachteiligung asiatischer Bewerber mit besseren formalakademischen Zulassungsvoraussetzungen sei zudem nicht Folge einer Diskriminierungsabsicht, sondern eine Folge der Absicht zur Förderung unterrepräsentierter Bewerbergruppen. In der Gesamtschau aller rechtlichen und gesellschaftlichen Erwägungen seien die Zulassungsvorschriften der Harvard University somit gesetzeskonform. Das Gericht stützte sich hierbei insbesondere auch auf die Präzedenzfälle University of California v. Bakke 438 U.S. 265 (1978) sowie Grutter v. Bollinger 539 U.S. 306 (2003) des Obersten Gerichtshofs, in denen dieser jeweils entschieden hatte, dass Affirmative Action bei der Zulassung zu einer Universität grundsätzlich gesetzeskonform ist.
Die Kläger legten daraufhin gegen dieses Urteil beim United States Court of Appeals für den 5. Bezirk Berufung ein, der den Fall annahm. In der 2022 veröffentlichten Entscheidung schloss sich das Gericht der Vorinstanz an und entschied auf der Grundlage von Bakke und Grutter ebenfalls zugunsten der Harvard University. Die Kläger zogen den Fall daraufhin an den Obersten Gerichtshof weiter, der diesen annahm. Die mündliche Verhandlung erfolgte am 31. Oktober 2022, das Urteil am 29. Juni 2023. Die von Joe Biden 2022 nominierte Richterin Ketanji Brown Jackson hat aufgrund ihrer früheren Tätigkeit für das Board of Overseers der Harvard University in diesem Fall Befangenheit erklärt und an der Verhandlung und Entscheidung nicht teilgenommen.
Der in der Faktenlage ähnliche Fall Students for Fair Admissions v. University of North Carolina, der Affirmative Action an einer öffentlichen Universität thematisiert, war ursprünglich mit dem Harvard-Fall zur gemeinsamen Verhandlung zusammengelegt worden. Jedoch hat der Oberste Gerichtshof nach Richterin Jacksons Befangenheitserklärung die Fälle wieder getrennt, so dass Jackson an der Verhandlung und Entscheidung in diesem mitwirken konnte.
Der Oberste Gerichtshof hat am 29. Juni 2023 zugunsten der Students for Fair Admissions entschieden und festgehalten, dass die Berücksichtigung der Rasse eines Bewerbers bei der Studienzulassung sowohl gegen das Gleichbehandlungsgebot im 14. Verfassungszusatz als auch das Rassediskriminierungsverbot im Civil Rights Act of 1964 verstößt. „Der Student muss auf der Basis seiner oder ihrer Erfahrungen als Individuum behandelt werden - und nicht auf der Basis seiner Rasse. Viel zu lange haben Universitäten das genaue Gegenteil gemacht“, hieß es in der Urteilsbegründung. Sowohl private als auch öffentlich Universitäten dürfen daher nicht mehr auf Affirmative Action in Bezug auf die ethnische Zugehörigkeit zurückgreifen. Bakke und Bollinger werden somit aufgehoben.